# 岡英雄
岡 英雄（おか ひでお、1926年3月5日 - 2009年2月22日）は、日本の政治家。江別市長（1983年 - 1995年）。北海道江別市出身。

## 略歴
北海中学校卒業後、1943年志願兵として海軍土佐航空隊で飛行兵となり、復員後江別町役場に入庁。1952年に結婚し3児をもうける。同市の総務課長、財政課長、経済建設部長を経て、1970年から1982年まで助役の後1983年に江別市市長選にて江別市長に初当選。以後連続3期を務める。1995年に4期目を目指すも新人候補者小川公人に敗れ、落選。1996年には江別市から市政功労者に選ばれた。2009年2月22日、急性呼吸不全のため死去、82歳。死没日をもって従五位に叙される。

## 受賞歴
- 勲四等瑞宝章（1996年）
- 江別市市政功労者表彰（1996年）
- 従五位（2009年）